# Seyé
Seyé är en kommunhuvudort i Mexiko.   Den ligger i kommunen Seyé och delstaten Yucatán, i den östra delen av landet, 1 000 km öster om huvudstaden Mexico City. Seyé ligger 19 meter över havet och antalet invånare är 7 834.
Terrängen runt Seyé är mycket platt. Runt Seyé är det ganska glesbefolkat, med 34 invånare per kvadratkilometer. Närmaste större samhälle är Tixkokob, 18,6 km norr om Seyé. I omgivningarna runt Seyé växer i huvudsak lövfällande lövskog.